# República Popular China en los Juegos Paralímpicos de Nueva York y Stoke Mandeville 1984
La República Popular China estuvo representada en los Juegos Paralímpicos de Nueva York y Stoke Mandeville 1984 por un total de 23 deportistas, 17 hombres y seis mujeres.

## Medallistas
El equipo paralímpico chino obtuvo las siguientes medallas:
| Nombre        | Deporte       | Evento                         |
| ------------- | ------------- | ------------------------------ |
| Oro           |               |                                |
| Ping Yali     | Atletismo     | Salto de longitud B2 femenino  |
| Zhao Jihong   | Atletismo     | Salto de longitud B3 femenino  |
| Plata         |               |                                |
| Zhao Jihong   | Atletismo     | 100 m B3 femenino              |
| Zhao Jihong   | Atletismo     | Salto de altura B3 femenino    |
| Wang Shuyun   | Atletismo     | Jabalina A6 femenino           |
| Yao Zhenyu    | Atletismo     | Peso A4 masculino              |
| Zheng Jieping | Atletismo     | Salto de longitud A5 masculino |
| Zhang Xian    | Natación      | 100 m braza A3 masculino       |
| Zhang Xian    | Natación      | 100 m espalda A3 masculino     |
| Zhang Xian    | Natación      | 100 m mariposa A3 masculino    |
| Zhang Xian    | Natación      | 200 m espalda A3 masculino     |
| Li Miqiang    | Natación      | 50 m braza B2 masculino        |
| Li Miqiang    | Natación      | 400 m braza B2 masculino       |
| Wang Shuyun   | Tenis de mesa | Individual L5 femenino         |
| Bronce        |               |                                |
| Ping Yali     | Atletismo     | 100 m B2 femenino              |
| Zhao Jihong   | Atletismo     | 400 m B3 femenino              |
| Wang Shuyun   | Atletismo     | Disco A6 femenino              |
| Zhao Bin      | Atletismo     | Disco A3 masculino             |
| Shen Jiliang  | Natación      | 100 m espalda A7 masculino     |
| Shen Jiliang  | Natación      | 100 m libre A7 masculino       |
| Cao Qianming  | Natación      | 100 m mariposa A1 masculino    |
| Cao Qianming  | Natación      | 200 m estilos A1 masculino     |